# 青春の一冊
「青春の一冊」（せいしゅんのいっさつ）は、1979年9月15日に発売された野口五郎の32枚目のシングルである。

## 概要
表題曲で第10回「日本歌謡大賞」放送音楽賞を受賞し、新御三家の郷ひろみ・西城秀樹とともに第30回NHK紅白歌合戦にも出場した。

## 収録曲
- 全曲作詞：伊藤アキラ／作曲：佐藤寛

1. 青春の一冊
編曲：萩田光雄
2. HIMIKO
編曲：佐藤寛